# Блэр, Джейсон (журналист)
Джейсон Томас Блэр (англ. Jayson Thomas Blair; 23 марта 1976, Колумбия, Мэриленд, США) — бывший американский журналист, работавший в газете «The New York Times». Уволился из этого издания в мае 2003 года после того, как в его материалах были обнаружены вымысел и плагиат. Автор мемуаров «Сжигая дом моего хозяина» (англ. "Burning Down my Master's House"), опубликованных в 2004 году, где рассказывает о скандале в NYT и своих психических проблемах. Лайф-коуч.

## Ранние годы
Джейсон Блэр родился в 1976 году в местности Колумбия штата Мэриленд в семье федерального чиновника и учителя. Изучал журналистику в Мэрилендском университете в Колледж-Парке в 1995-1999 гг., но не окончил обучение. Во время учёбы в университете был вторым в истории редактором-негром студенческой газеты «The Diamondback». Часть редакции была против его назначения. По мнению деканата, причиной были напористый характер Блэра и, возможно, его расовая принадлежность. Ассистент декана Олив Рид предполагает, что проблемы с алкоголем начались у Блэра уже в университете. Например, однажды редакция «The Diamondback» три дня не могла дозвониться до него. Друзья Блэра, наоборот, утверждают, что не замечали у него признаков алкоголизма.
В то же время Блэр был многообещающим молодым журналистом: выиграл $4000 в качестве гранта от Общества профессиональных журналистов, проходил летние стажировки в национальных газетах, одной из которых стала «The Boston Globe» (1996 и 1997 гг.). В финальной характеристике из этой газеты отмечены его ум и энергия, но также и склонность к поверхностности и небрежности, которые ведут к фактическим ошибкам. Следующую стажировку Блэр проходил в «The New York Times» в 1998 году, к удивлению редакции «The Boston Globe», - она передавала характеристику Блэра. В 1999 году он получил расширенную стажировку от «The New York Times» и бросил университет. Во время стажировки редакторы замечали ошибки в материалах Блэра, но, несмотря на это, он получил должность штатного корреспондента в «The New York Times» в 2001 году.

## Скандал в «The New York Times»
После того, как Блэра приняли в штат, качество его работы снизилось: он продолжал допускать ошибки и конфликтовать с редакторами. Когда произошли теракты 11 сентября, он отказался участвовать в создании сборника коротких рассказов о жертвах терактов, которые собиралась выпустить «The New York Times». Блэр объяснил свой отказ тем, что одной из жертв был его двоюродный брат. Тогда репортёру поверили, но после расследования деятельности Блэра в газете отец погибшего «двоюродного брата» заявил, что журналист не является родственником семьи.
Причиной этого расследования послужили множественные сходства статей Джейсона Блэра в «The New York Times» от 26 апреля 2003 года и Макарены Эрнандес в техасской газете «San Antonio Express-News» от 18 апреля 2003 года. Они были посвящены пропавшему в Ираке 24-летнему механику. Плагиат обнаружил один из редакторов «San Antonio Express-News» через два дня после выхода статьи Блэра. Редакция нью-йоркской газеты начала расследование, и 1 мая репортеру пришлось уволиться. С октября 2002 года Блэр написал 73 материала, и расследование показало, что как минимум в 36 из них были нарушения. 11 мая 2003 года «The New York Times» выпустили большое опровержение с подробным разбором всех плагиатов и сфабрикованных фактов, какие удалось найти.
Так, все статьи, связанные с историей Джессики Линч, раненой и попавшей в плен в Ираке, содержат плагиат, например, из газеты «The Washington Post» и материалов информационного агентства «Ассошиэйтед Пресс». 27 марта 2003 года вышла статья Блэра «Родственники пропавших солдат страшатся услышать худшие новости» (англ. "Relatives of Missing Soldiers Dread Hearing Worse News"). Никто, начиная героями публикаций и заканчивая фотографами «The New York Times», не видел Джейсона Блэра на месте событий в Палестине, Западная Вирджиния. В отелях округа Блэр не останавливался. В этой статье обнаружились цитаты, сфабрикованные репортёром, а также взятые у «Ассошиэйтед Пресс». Кроме того, Блэр неверно описал вид из окна дома Линчей, ошибался с написанием имён и принадлежностью военных.
7 апреля 2003 года «The New York Times» опубликовали статью Блэра «Война дошла до дома пастора» (англ. "For One Pastor, the War Hits Home"), где описана церковная служба в Кливленде. Однако в отеле, где должен был остановиться Блэр, нет записей о нём, а священник, фигурирующий в материале, сказал редакции, что не видел их репортёра на службе и не общался с ним. Название церкви Блэр написал с ошибкой, а один из присутствующих, смотревший, по статье Блэра, на фотографию своего сына в Библии, отрицал, что это фото там было. Кроме того, в материале обнаружился плагиат: Блэр позаимствовал части статьи, опубликованной в «The Washington Post» за авторством Тамары Джонс. Некоторые цитаты были взяты из других изданий.
19 апреля 2003 года вышел материал «Вопросы и страхи раненых в военных больничных палатах» (англ. "In Military Wards, Questions and Fears From the Wounded"), для создания которого Блэр якобы общался с ранеными в Ираке солдатами в Национальном военно-морском медицинском центре в Бетесде, Мэриленд. В медцентре сообщили, что Блэр там никогда не появлялся и не разговаривал с больными. Один из упомянутых в статье репортёра солдат рассказал, что действительно давал интервью Блэру, но уже дома, после выписки. Этот же солдат пожаловался, что репортёр приписал ему выдуманные цитаты: например, солдат не говорил о ночных кошмарах, связанных с войной. Кроме того, Блэр дал описание больничной палаты, которую он не мог видеть, а солдаты, никогда не встречавшиеся в этом медцентре, по материалу Блэра находились там одновременно.
По результатам расследования «The New York Times» выпустили 11 мая 2003 года беспрецедентную передовую статью «Ушедший в отставку репортёр „Таймс“ оставляет за собой длинный след лжи» (англ. "Times Reporter Who Resigned Leaves a Long Trail of Deception") длиной более 7200 слов. Там редакция признаёт произошедшее, описывает ошибки и вымыслы Блэра.
В июне того же года группа бывших сотрудников газеты «The Diamondback» написала письмо о том, что университет Мэриленда игнорировал опасения студенческой редакции насчёт профессионализма Блэра. Письмо подписали 30 человек, в нём были перечислены ошибки Блэра при работе в «The Diamondback».

## Последствия
Помимо Блэра, уйти в отставку из «The New York Times» также пришлось выпускающему редактору Хауэллу Рейнсу и ответственному редактору Джеральду Бойду, которые работали с репортёром.
Расследование проводил комитет из 25 сотрудников газеты под председательством ответственного редактора Аллана Сигала. Комитет предположил, что Блэра наняли, несмотря на его профессиональные недостатки, по расовой причине, как негра, а Сигал признал, что это было ошибкой.
В большой передовой статье «The New York Times» назвала случившееся «глубоким предательством доверия» и чёрной полосой в её 152-летней истории. В то же время Джанет Робинсон, президент и главная управляющая газеты, сказала журналисту Марку Тангейту, что скандал с Блэром, по её мнению, не нанёс серьёзного ущерба репутации издания - только несколько читателей отказались от подписки. Тангейт же назвал случившееся «сокрушительным ударом».

## Жизнь после скандала
В 2004 году Блэр выпустил книгу мемуаров «Сжигая дом моего хозяина» (англ. "Burning Down my Master's House"), где рассказал, что во время работы в «The New York Times» страдал от алкогольной и наркотической зависимостей. Он вылечился от них в реабилитационном центре, но в книге говорил о том, что, на самом деле, алкоголь и наркотики были его способами самолечения биполярного расстройства, которое, по мнению Блэра, и было причиной его профессиональных проблем. Кроме того, в книге он также рефлексирует о своих поступках, рассуждает о расовом вопросе в «The New York Times» и о своих разногласиях с руководством.
Книга Блэра была выпущена в 250 000 экземпляров, но в первые 9 дней купили примерно 1400 копий. Интервью Ларри Кинга для CNN и Кэти Курик для NBC помогли повысить продажи, и Блэр получил шестизначную сумму за свои мемуары. В интервью Курик спросила бывшего репортёра, почему кто-то должен верить написанному в книге. Блэр ответил, что с ложью покончено, скрывать правду больше не в его интересах.
После лечения Блэр решил вернуться в университет и окончить его. Затем он создал общество поддержки больных биполярным расстройством. С 2007 года он работает лайф-коучем, открыл свой центр.

## Влияние на искусство
- Пьеса Колма Бирна «Точка столкновения», поставленная в 2007 году, основана на истории Джейсона Блэра[17].
- Пьеса Гейба МакКинли «CQ/CX», поставленная в 2012 году, рассказывает о периоде в истории «The New York Times», когда там работал Блэр[18].
- Второй эпизод 14-го сезона сериала «Закон и порядок» основан на ситуации с бывшим репортёром[19].
- Для пятого эпизода третьего сезона сериала «Закон и порядок» история Блэра также послужила основой[19].
- В 2013 году режиссёр Саманта Грант сняла о Джейсоне Блэре документальный фильм «Хрупкое доверие: плагиат, власть и Джейсон Блэр в „New York Times“» (англ. "A Fragile Trust: Plagiarism, Power, and Jayson Blair at the New York Times")[20].